# مارک گانت
مارک گانت (به انگلیسی: Mark Gantt) (زاده ۱۰ دسامبر ۱۹۶۸) بازیگر آمریکایی است.